# Chameau (Guadalupe)
Chameau (que en francés quiere decir: Camello) es una montaña ubicada en la isla de Terre-de-Haut en el archipiélago de Îles des Saintes (Les Saintes) con una altura de 306 metros ( 1.004 pies). Es la colina más elevada del archipiélago. Chameau está situado en el suroeste de la isla de Terre -de -Haut y está cubierta de bosques. En la cumbre, hay una antigua torre de vigilancia, que se llama La tour modèle (literalmente: «La Torre Modelo») desde donde se obtiene una magnífica panorámica sobre el archipiélago.
Hoy en día, Chameau es propiedad del Conservatorio del Litoral y está categorizada como área protegida IV de la UICN.